# Рятю, Ноора
Ноора Рятю (фин. Noora Räty; род. 29 мая 1989, Эспоо, Уусимаа) — финская хоккеистка. Амплуа — вратарь. Бронзовый призёр Олимпийских игр 2010 года, трёхкратный бронзовый призёр чемпионатов мира 2008, 2009 и 2011 годов. Вратарь сборной Финляндии с 2005 года.

## Биография
РодиласьВ раннем возрасте начала заниматься хоккеем, училась в старшей школе Хаукилахти. В 2006 году в возрасте 16 лет дебютирует на своей первой олимпиаде, где сборная Финляндии заняла четвёртое место. Приняла участие в четырёх чемпионатах мира, в 2007 году была признана лучшим вратарем турнира. В 2008 году в Китае выиграла первую международную награду — бронзу чемпионата мира, и была признана самым ценным игроком чемпионата. В 2009 году на домашнем чемпионате мира вновь завоевала бронзовую награду. Олимпийские игры 2010 года принесли сборной Финляндии, ворота которой защищала Ноора бронзовые награды. На чемпионате мира 2011 года спортсменка завоевала третью бронзу чемпионатов мира. На клубном уровне до 2009 года играла за финский клуб — Эспоо Блюз, с которым трижды выигрывала чемпионат Финляндии, в 2009 году перебралась в США, поступила в Миннесотский университет и стала играть за университетский клуб в студенческой лиге. Дважды включалась во всеамериканскую сборную и выиграла два чемпионата NCAA.
С сезона 2024/25 работает ассистентом главного тренера женской хоккейной команды Сент-Клаудского государственного университета и мужской хоккейной команды университета Сент-Джон в Колледжвилле.
Участвовала в телепередачах Puoli seitsemän (Yle TV1), Suorana: Kortesmäki, Villi kortti (Yle TV2), Kymppitonni (Fox), Farmi Suomi (Nelonen), Stadi vs. Lande, Selviytyjät Suomi, Kesäterassi, Viiden jälkeen (MTV3)